# Gyvel (slægt)
 For alternative betydninger, se Gyvel (flertydig). (Se også artikler, som begynder med Gyvel)
Gyvel (Cytisus) er en slægt med ca. 50 arter, der er udbredt i Europa, Mellemøsten og Nordafrika. De er buske med små, trekoblede blade (eller helt uden blade). Her beskrives kun de arter og hybrider, som ses jævnligt i Danmark. Alle arter indeholder det giftige alkaloid cytisin.
| Beskrevne arter |

- Cytisus ardoini
- Dværggyvel (Cytisus decumbens)
- Storblomstret gyvel (Cytisus grandiflorus)
- Vintergyvel (Cytisus multiflorus)
- Sort gyvel (Cytisus nigricans)
- Pyrenæisk gyvel (Cytisus purgans)
- Gyvel (Cytisus scoparius)
- Trillinggyvel (Cytisus villosus)

- Purpurgyvel er overført til slægten Chamaecytisus og beskrives under denne slægt.

| Andre arter |

- Cytisus arboreus
- Cytisus baeticus
- Cytisus balansae
- Cytisus candicans
- Cytisus cantabricus
- Cytisus caucasicus
- Cytisus commutatus
- Cytisus filipes
- Cytisus galianoi
- Cytisus glabratus
- Cytisus oromediterraneus
- Cytisus scoparius
- Cytisus striatus
- Cytisus supranubius
- Cytisus valdesii
- Cytisus virescens

| Hybrider |

- Vårgyvel (Cytisus x praecox)